# Jean-Louis Costes (homme politique)
Pour les articles homonymes, voir Jean-Louis Costes et Costes.
Jean-Louis Costes, né le 23 août 1963 à Agen (Lot-et-Garonne), est un homme politique français.

## Biographie

### Origines et formation
Issu d'une famille d'ouvriers, il est diplômé de l'Institut d'études politiques de Toulouse (promotion 1984).

### Carrière
Directeur du personnel, puis des affaires juridiques au conseil général de Lot-et-Garonne, il est ensuite secrétaire général adjoint de la mairie de Villeneuve-sur-Lot chargé du personnel.
Jean-Louis Costes est maire de Fumel depuis 2001, président de la communauté de communes du Fumélois-Lémance de 2008 à 2011 puis de Fumel Communauté de 2011 à 2016. Conseiller général de Lot-et-Garonne, élu en 2004 dans le canton de Fumel, il préside le groupe d'opposition au conseil général de Lot-et-Garonne de 2011 à 2013.
Candidat de l'UMP aux législatives de juin 2012 dans la 3e circonscription de Lot-et-Garonne, il obtient 38,52 % au second tour, largement battu par Jérôme Cahuzac. L'année suivante, accusé de fraude fiscale, celui-ci renonce à retrouver son mandat de député après son départ du gouvernement, ce qui provoque la tenue d'une élection partielle en juin 2013. Jean-Louis Costes arrive en tête du premier tour devant le candidat du Front national, Étienne Bousquet-Cassagne, le candidat du Parti socialiste étant pour sa part éliminé. Jean-Louis Costes est élu député la semaine suivante, avec 53,76 %  des voix, puis quitte son mandat de conseiller général quelques jours plus tard, en raison de la règle sur le cumul des mandats.
À l’Assemblée nationale, il est membre de la commission des affaires sociales et fait partie des groupes d'études « Aménagement du territoire », « Chasse et territoires », « Commerce et artisanat », « Industries agro-alimentaires et filière agricole » et « Rapatriés ». En 2016, il est chargé par le Comité d'évaluation et de contrôle de l'Assemblée nationale d'un rapport sur l’évaluation des politiques publiques en faveur de l’accès aux droits sociaux.
Depuis 2015, il est également secrétaire national des Républicains chargé de la ruralité.
En janvier 2016, il est élu président de la fédération départementale des Républicains de Lot-et-Garonne.
Il soutient Alain Juppé pour la primaire présidentielle des Républicains de 2016.
Député sortant et candidat LR à sa propre succession aux législatives de juin 2017 dans la 3e circonscription de Lot-et-Garonne, il obtient 19,12% des voix et est éliminé dès le premier tour.
Il se présente à nouveau pour LR aux législatives de juin 2022, toujours dans la 3e circonscription de Lot-et-Garonne.
Secrétaire général du GLAM - Groupe de liaison des Amis de la Mauritanie, depuis 2018, il en devient le Président en février 2023.
En novembre 2023, après deux mandatures en tant que président des Républicains du Lot-et-Garonne, il a décidé de ne pas se représenter. 

## Détail des mandats
- Depuis mars 2001 : maire de Fumel
- 28 mars 2004 - 1er juillet 2013 : conseiller général de Lot-et-Garonne, élu dans le canton de Fumel
- 2008 - 2011 : président de la communauté de communes du Fumélois-Lémance
- 2011 - 2016 : président de Fumel Communauté
- 24 juin 2013 - 20 juin 2017 : député de la 3e circonscription de Lot-et-Garonne